# 4月15日
4月15日是阳历年的第105天（闰年是106天），离一年的结束还有260天。

## 大事记

### 20世紀以前
- 1352年：还是和尚的朱元璋入伙郭子兴的红巾军。
- 1357年：元朝末年红巾军刘福通部将领毛贵攻下益都（今山东青州）。
- 1450年：法蘭西王國和布列塔尼公國的軍隊在福爾米尼戰役中擊敗英格蘭王國的軍隊。
- 1632年：瑞典國王古斯塔夫二世·阿道夫的軍隊在賴恩戰役中擊敗神聖羅馬帝國的軍隊。
- 1755年：英国作家塞缪尔·约翰逊编撰的《约翰逊字典》出版，为最具影响力的英语字典之一。
- 1865年：安德鲁·约翰逊就任美国总统，接替遇刺身亡的亞伯拉罕·林肯。
- 1885年：英國為防止俄國軍隊進入朝鮮半島及南下侵擾香港，因而派兵佔領巨文島。

### 20世紀
- 1909年：1909年台北地震。
- 1912年：泰坦尼克号邮轮于前一夜撞上冰山，凌晨沉没，造成超过1500人死亡。
- 1927年：广州国民党当局发动清洗中共的政变，即广州四一五事变。
- 1945年：伯根-貝爾森集中營被英軍解放。
- 1946年：中共领导的东北民主联军两万余人突袭长春，东北国共内战全面爆发。
- 1947年：傑基·羅賓森代表布魯克林道奇先發出賽，成為美國職棒大聯盟史上首位非裔球員。
- 1955年：美国企业家雷·克拉克在伊利诺州开设了他的首个获得特许经营的麦当劳餐厅。
- 1975年：黎巴嫩内战爆发。
- 1983年：東京迪士尼樂園開幕。
- 1986年：美国空袭利比亚。
- 1989年：前中国共产党中央委员会总书记胡耀邦逝世，在天安门广场的悼念活动引发后续学生运动。
- 1989年：英國雪菲爾希爾斯堡球場舉行的英格蘭足總盃球賽發生踩踏事故，造成97人死亡。
- 1991年：中國共青團開始實施希望工程，以救助貧童受教權。
- 1994年：124个国家和欧洲共同体代表在部长级会议签署《马拉喀什协定》，建立世界贸易组织。
- 1999年：大韩航空货运6316号班机从上海虹桥机场起飞后不久坠毁，造成机上3人及地面5人死亡。

### 21世紀
- 2002年：从中国北京市起飞的中国国际航空129号班机在韩国釜山金海国际机场降落时撞山坠毁，造成128人死亡。
- 2007年：香港童星吳澋滔以10歲年齡成為香港電影金像獎史上最年輕的“最佳男配角”和“最新新演員”得獎者。
- 2012年：香港导演许鞍华执导的电影《桃姐》在香港文化中心举行的第三十一届香港电影金像奖颁奖礼上获得包括最佳电影、最佳导演在内的五个奖项。
- 2013年：美国波士顿马拉松比赛终点处发生连环爆炸案，造成至少3人死亡，144人受伤。
- 2019年：法国巴黎圣母院发生火灾，造成尖顶坍塌及中后部木质屋顶完全烧毁。[1][2]
- 2019年：美國在台協會內湖新館舉行紀念《臺灣關係法》立法40週年及慶祝AIT成立40週年活動。

## 出生
- 1452年：列奥纳多·达芬奇，意大利文艺复兴時期画家。（1519年逝世）
- 1489年：科查·米马尔·希南，奥斯曼帝国建筑师及工程师。（1588年逝世）
- 1642年：蘇萊曼二世，奧斯曼帝國的蘇丹。（1691年逝世）
- 1684年：葉卡捷琳娜一世，俄羅斯帝國女皇。（1727年逝世）
- 1707年：伦哈德·欧拉，瑞士数学家。（1783年逝世）
- 1772年：艾蒂安·若弗魯瓦·聖伊萊爾，法國博物學家。（1844年逝世）
- 1786年：約翰·富蘭克林，英國船長及北極探險家。（1847年逝世）
- 1793年：瓦西里·雅可夫列维奇·斯特鲁维，俄國天文學家。（1864年逝世）
- 1797年：阿道夫·梯也尔，法国政治家和历史学家。（1877年逝世）
- 1800年：詹姆斯·克拉克·羅斯，英國探險家。（1862年逝世）
- 1809年：赫爾曼·格拉斯曼，德國數學家。（1877年逝世）
- 1812年：泰奧多爾·盧梭，法國風景畫家。（1867年逝世）
- 1832年：威廉·布施，德国畫家和诗人。（1908年逝世）
- 1833年：马克斯韦尔·T·马斯特斯，英國植物學家、生物分類學家。（1907年逝世）
- 1843年：亨利·詹姆斯，美國小說家及評論家。（1916年逝世）
- 1852年：聖福若瑟，天主教在華傳教士。（1908年逝世）
- 1858年：埃米尔·涂尔干，法國社會學家。（1917年逝世）
- 1874年：约翰内斯·斯塔克，德國物理學家，1919年諾貝爾物理學獎得主。（1957年逝世）
- 1886年：尼古拉·古米廖夫，俄羅斯詩人。（1921年逝世）
- 1892年：蔡廷锴，中國軍事家、政治家。（1968年逝世）
- 1896年：尼古拉·谢苗诺夫，蘇聯醫生和化學家，1956年諾貝爾化學獎得主。（1986年逝世）
- 1896年：路易斯·海曼·比恩，美國經濟和政治分析家。（1994年逝世）
- 1901年：乔·戴维斯，英國士碌架選手。（1978年逝世）
- 1907年：尼可拉斯·庭伯根，荷蘭動物行為學家與鳥類學家。（1988年逝世）
- 1912年：金日成，朝鲜最高领导人、朝鲜民主主义人民共和国永远的主席、朝鲜劳动党的创始人、朝鲜民主主义人民共和国开国领袖。（1994年逝世）
- 1912年：文德泉，澳門歷史學家。（2003年逝世）
- 1916年：任继愈，中国哲学家、宗教学家、历史学家。（2009年逝世）
- 1917年：漢斯·康里德，美國演員。（1982年逝世）
- 1920年：里夏德·馮·魏茨澤克，德国政治家（2015年逝世）
- 1924年：内维尔·马里纳，英國指揮家、小提琴家（2016年逝世）
- 1930年：維格迪絲·芬博阿多蒂爾，冰岛政治人物
- 1931年：張光直，台灣人類學家。（2001年逝世）
- 1938年：克勞蒂亞·卡蒂納，義大利女演員
- 1940年：约瑟夫·罗曼，利比亞裔以色列男子舉重運動員。（1972年逝世）
- 1941年：李海生，香港演員、武術指導及教練。（2024年逝世）
- 1942年：肯尼思·萊，美國商人。（2006年逝世）
- 1944年：焦哈尔·杜达耶夫，车臣领袖，军人。（1996年逝世）
- 1944年：釜本邦茂，日本職業足球運動員、教練、政治人物。（2025年逝世）
- 1945年：山本理顯，日本建築師。
- 1947年：羅伊·雷蒙德，美國企業家、商人、成衣品牌「維多利亞的秘密」創辦人。（1993年逝世）
- 1947年：扎西旺堆，西藏流亡政府政治人物。（2025年逝世）
- 1949年：阿拉·普加喬娃，俄羅斯女歌手
- 1951年：拉里·W·艾斯波西多，美國行星天文學家
- 1951年：碧雅翠絲·舒巴，奧地利女子花式滑冰運動員
- 1952年：張昌財，台灣政治人物，立法委員
- 1954年：王夢麟，台灣歌手
- 1955年：多迪·法耶兹，埃及富豪、電影製片人，黛安娜王妃的男友（1997年逝世）
- 1956年：澎恰恰，台灣歌手、填詞人、作曲家、演員
- 1956年：迈克尔·库珀，美國NBA聯盟前職業籃球運動員
- 1957年：黄教安，韩国政治人物
- 1957年：伊芙琳·阿什福德，美國田徑女子運動員
- 1959年：陳果，香港電影導演、獨立電影製作人
- 1959年：艾瑪·湯普遜，英國女演員、編劇
- 1960年：劉一德，臺灣政治人物
- 1962年：納瓦爾·穆塔瓦基爾，摩洛哥田徑運動員
- 1962年：塔拉特·賈菲里，北馬其頓政治人物，第11任北馬其頓總理
- 1963年：貝婭塔·席多，波蘭政治人物，前任波蘭總理
- 1965年：林其欣，香港女藝人
- 1965年：王美惠，台灣立法委員
- 1965年：野口聰一，日本航太工程師、太空人
- 1965年：薩洛·吉博，尼日軍事人物
- 1966年：柴玲，中国异议人士，六四事件学生领袖
- 1966年：李穎，中國女演員
- 1969年：布呂諾·勒梅爾，法國政治人物，現任法國財政部長
- 1971年：金太祐，韓國男演員
- 1972年：彭偉新，香港著名股評家、京華山一國際研究部主管
- 1972年：金錫勛，韓國男演員
- 1974年：卞貞秀，韓國女演員
- 1975年：保羅·得納，美國賽車手、賽車記者（2006年逝世）
- 1976年：李佩甄，台灣藝人
- 1976年：楢崎正剛，日本足球運動員
- 1976年：羅暎錫，韓國綜藝節目導演
- 1977年：許家蓓，台灣政治人物（2024年逝世）
- 1978年：黃坤玄，台灣演員
- 1978年：郭偉強，香港立法會議員
- 1978年：安娜·托芙，澳大利亞女演員
- 1978年：路易斯·馮西，波多黎各歌手
- 1979年：王信民，台灣棒球選手
- 1979年：游智煒，台灣導演、編劇、攝影
- 1979年：卢克·伊万斯，威爾士演員
- 1981年：撒基努，台灣男藝人
- 1981年：李龍宇，韓國男演員
- 1981年：王嬪娜，韓國女演員
- 1982年：陳冠任，台灣棒球員
- 1982年：薛夫·洛根，加拿大男演員
- 1984年：陳玘，中國乒乓球運動員
- 1985年：岳云鹏，中國相聲演員
- 1985年：尹賢旻，韓國男演員
- 1986年：黃宥明，中國男演員
- 1986年：姜恩菲，韓國女演員
- 1986年：托馬斯·希頓，英格蘭足球員
- 1987年：駱坤海，香港賽艇運動員
- 1987年：謝和弦，台灣男歌手
- 1988年：闞清子，中國女演員
- 1989年：伊莉莎白·薩馬拉，羅馬尼亞女子乒乓球運動員
- 1990年：张皓宸，中国作家、编剧、插画师
- 1990年：艾瑪·瓦特森，英國女演員
- 1991年：有岡大貴，日本男演員、歌手
- 1991年：哈維爾·費南德茲，西班牙男子花式滑冰運動員
- 1991年：車瑞元，韓國男演員
- 1992年：祝緒丹，中國女演員
- 1994年：下妻貴寬，日本職業棒球運動員
- 1995年：金南珠，韓國女子偶像團體Apink成員
- 1995年：妮農·沙佩勒，法國女子田徑運動員
- 1996年：劉馬車，香港性罪犯及網路紅人
- 1996年：永山龍樹，日本男子柔道運動員
- 1997年：中村海人，日本男子偶像團體Travis Japan成員
- 1997年：美谷朱里，日本AV女優
- 1997年：梅西·威廉斯，英國女演員
- 1998年：沼倉愛美，日本女性聲優
- 1999年：堀米雄斗，日本男子滑板運動員
- 2000年：郭天信，台灣棒球選手
- 2001年：喬丹·切爾斯，美國女子競技體操運動員
- 2002年：李小恆，法國職業足球運動員
- 2002年：克拉拉·加列，西班牙女演員
- 2009年：茱莉亞·巴特斯，美國女演員
- 生年不詳：多田啓太，日本男性聲優

## 逝世
- 69年：奧托，罗马皇帝（32年出生）
- 628年：推古天皇，日本第33代天皇（554年出生）
- 1446年：菲利波·布魯內萊斯基，義大利建築師、工程師（1377年出生）
- 1538年：黃偉，明朝政治人物，正德進士（1488年出生）
- 1765年：米哈伊尔·罗蒙诺索夫，俄国学者、诗人（1711年出生）
- 1777年：詹姆斯·摩爾，美國大陸軍准將（1737年出生）
- 1828年：法蘭西斯科·哥雅，西班牙畫家（1746年出生）
- 1855年：遠山景元，日本江戶時代旗本（1793年出生）
- 1855年：威廉·德·哈恩，荷蘭動物學家（1801年出生）
- 1865年：亚伯拉罕·林肯，美國政治人物，第16任美國總統（1809年出生）
- 1910年：盧卑利，美國駐香港總領事，任內逝世（1861年出生）
- 1912年：英國皇家郵輪鐵達尼號中的1,514名罹難者，包括：
  - 伊西多·史特勞斯，德裔美籍猶太人、商人、政治家（1845年出生）
  - 法蘭西斯·戴維斯·米萊特，美國學術古典畫家、雕塑家、作家（1848年出生）
  - 威廉·托馬斯·斯特德，英國報紙編輯（1849年出生）
  - 愛德華·約翰·史密斯，英國海員，鐵達尼號船長（1850年出生）
  - 約瑟夫·貝爾，英國工程師，鐵達尼號輪機長（1861年出生）
  - 約翰·伯納德·賽耶二世，美國商人，賓夕法尼亞鐵路公司董事（1862年出生）
  - 约翰·雅各·阿斯特四世，美国百万富翁（1864年出生）
  - 班傑明·古根海姆，美國商人（1865年出生）
  - 亨利·魏爾德，英國海員，鐵達尼號大副（1872年出生）
  - 托马斯·安德魯斯，愛爾蘭商人、造船家，鐵達尼號船體設計師（1873年出生）
  - 威廉·默多克，英國海員，鐵達尼號一副（1873年出生）
  - 賈克·福翠爾，美國記者、奇幻小說作家（1875年出生）
  - 華萊士·亨利·赫特利，英國音樂家，鐵達尼號樂隊指揮、小提琴手（1878年出生）
  - 傑克·菲利浦，英國電報員，鐵達尼號高級電報員（1887年出生）
  - 詹姆斯·穆迪，英國海員，鐵達尼號六副（1887年出生）
  - 西奥多·罗纳德·布莱利，英國音樂家，鐵達尼號鋼琴手（1887年出生）
  - 喬治·亞歷山大·克林斯，比利時音樂家，鐵達尼號小提琴手（1889年出生）
  - 約翰·羅·休姆，英國音樂家，鐵達尼號小提琴手（1890年出生）
  - 罗杰·马利·贝克斯，法國音樂家，鐵達尼號大提琴手（1891年出生）
- 1923年：阿斯森西昂·埃斯基韋爾·伊瓦拉，尼加拉瓜裔哥斯大黎加律師、政治人物，第17任哥斯大黎加總統（1844年出生）
- 1980年：，法國哲學家、作家、劇作家、小說家、政治活動家（1905年出生）
- 1982年：董浩云，香港企業家（1912年出生）
- 1986年：蒋兆和，中国画家（1904年出生）
- 1989年：胡耀邦，前中國共產黨中央委員會總書記（1915年出生）
- 1990年：葛丽泰·嘉宝，美国女影星（1905年出生）
- 1997年：理查德·图西，美國天文學家（1908年出生）
- 1998年：波尔布特，柬埔寨政治人物，柬埔寨共产党总书记、红色高棉总理（1925年出生）
- 1999年：舒巷城，香港作家（1921年出生）
- 2004年：橫山光輝，日本漫畫家（1934年出生）
- 2011年：羅桑益世，藏傳佛教格魯派活佛（1929年出生）
- 2017年：艾瑪·莫拉諾，意大利超級人瑞（1899年出生）
- 2020年：喬·布朗，英國登山家，首批登上干城章嘉峰者（1930年出生）
- 2024年：伯多祿·魯比亞諾·薩恩斯，天主教波哥大總教區榮休總主教（1932年出生）
- 2024年：陳俊甫，台灣男藝人（1985年出生）

## 节假日和习俗
- 世界藝術日
- 國際醫檢師節
- 泰國：宋干节第三日
- ：太阳节
- 中国：全民国家安全教育日
- 美国：傑基·羅賓森日（英语：Jackie Robinson Day）
- 夏威夷：達米盎神父日